# Peintre de la Sphinge barbue

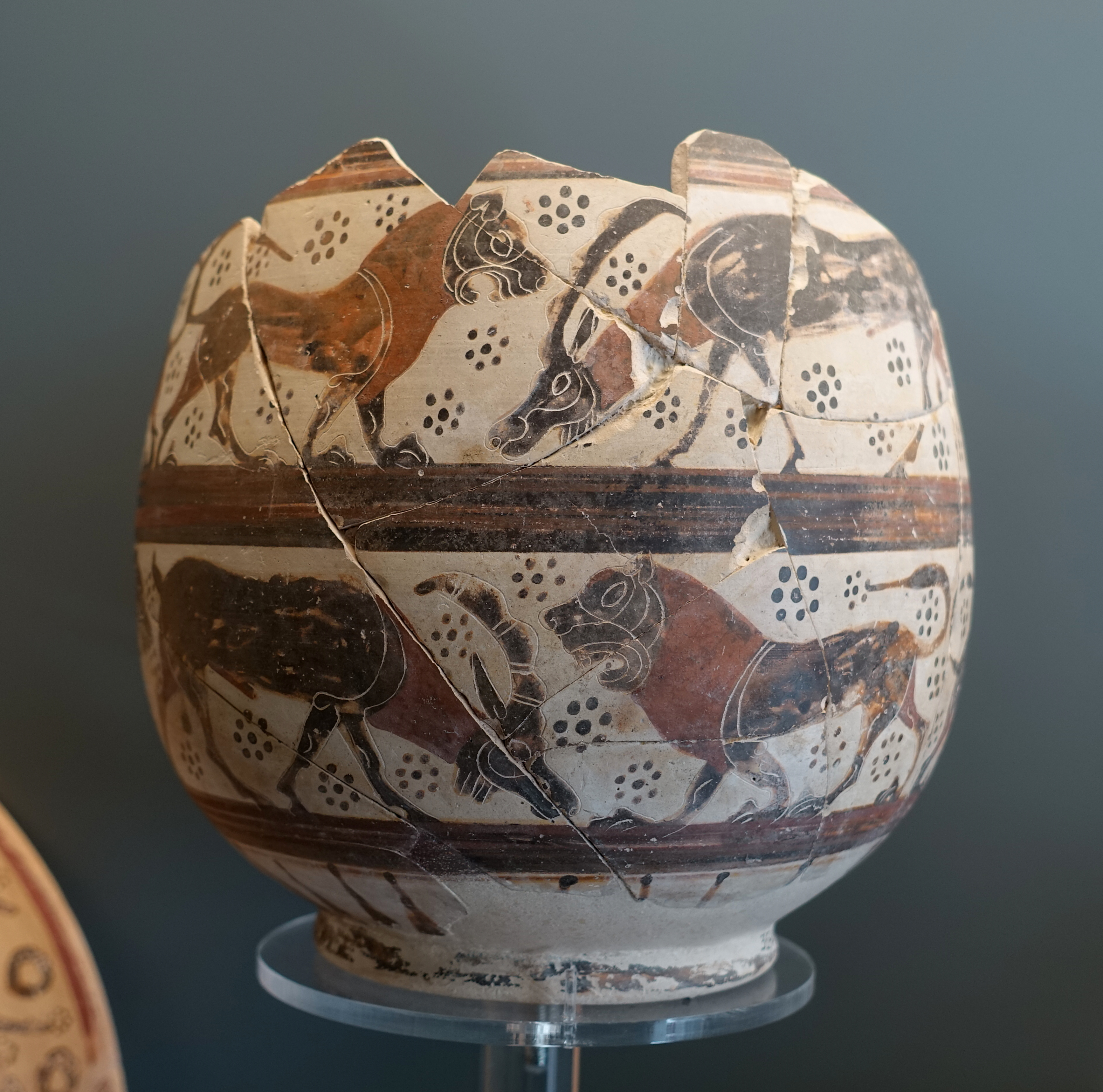

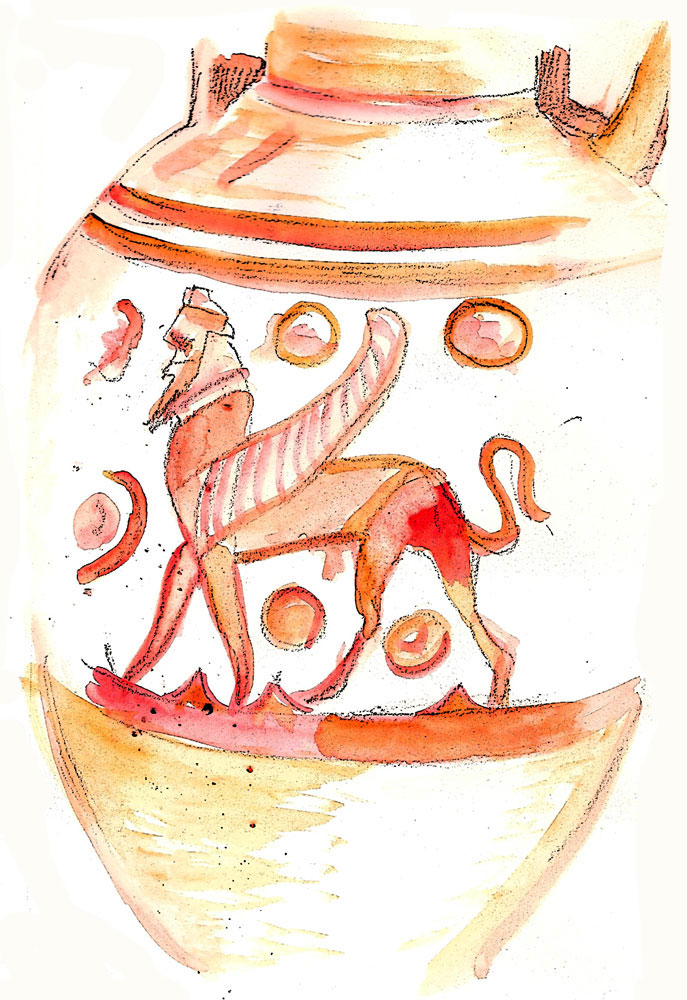
Vue d'artiste de la Sphinge barbue.

Le Peintre de la Sphinge barbue (en italien Pittore della Sfinge barbuta) est un peintre anonyme étrusque qui fut actif au VIIe siècle av. J.-C. à Vulci puis à Cerveteri.
Contemporain du Pittore delle Rondini et des ateliers du Gruppo Policromo, sans en avoir subi les influences, son style est corinthien et ses sujets de la période orientalisante.
On possède de lui quelques œuvres peintes sur des amphores, dont deux exemplaires, trouvées dans la Tombe du peintre de la Sphinge barbue, conservées à la villa Giulia de Rome. 